# Inverze populace
Inverze populace je takový fyzikální stav kvantové soustavy, při kterém došlo k takovému obsazení energetických hladin částicemi, které neodpovídá rovnovážnému rozdělení tj. kdy jistém kvantovém přechodu populace horní energetické hladiny vyšší než na hladině dolní. V případě kvantových generátorů je dosažení inverze populace nutnou podmínkou ke vzniku stimulované emise a tím i zesilování. Inverze populace se dá docílit intenzivním buzením a volbou energetických hladin s vhodnými parametry. V pevné a plynné fázi lze dosáhnout inverze populace optickým buzením.

## Boltzmanovo rozdělení
Popisuje populaci hladin souboru kvantových soustav při termodynamické rovnováze
{\displaystyle {\frac {N_{2}}{N_{1}}}=\exp \left(-{\frac {E_{1}-E_{2}}{kT}}\right)=\exp \left(-{\frac {h\nu }{kT}}\right)=\exp \left(-{\frac {hc_{0}}{\lambda kT}}\right)}
{\displaystyle N_{2}/N_{1}} představuje poměr excitovaných stavů ku počtu základních stavů.